# 野村麻美
野村 麻美（のむら まみ、1983年4月19日 - ）は、日本の交通情報キャスター。埼玉県出身。2006年8月から2009年3月まで、TBSラジオで「TBS954情報キャスター」として活動した。2007年「第2回全日本学生対抗 チーム・マイナス6% エコドライビングコンテスト」に「チームTBSラジオ」として柳沢怜と参加し、一般の部で2位となった。2008年第3回大会は新崎真倫と組んで一般の部で9位となった。2009年に954情報キャスターを退職し、2023年8月23日に交通情報キャスターとしてTBSラジオへ復職した。

## 出演番組
- 交通情報（警視庁担当） 2023年8月23日 -

## 過去の出演番組
- 毒蝮三太夫のミュージックプレゼント
- ストリーム（東京消防庁ダイヤル119番）
- ライムスター宇多丸のウィークエンド・シャッフル（2008年1月26日[5]）
- クラブ954スペシャル（2008年8月31日）
- 今日よりちょっといい、明日を（2008年9月6日・9月13日[6]）
- 交通情報（埼玉県警担当）